# Vlag van Herbeumont
De vlag van Herbeumont is nooit door de gemeenteraad van de gemeente Herbeumont in de Belgische provincie Luxemburg, maar wel gebruikt. De vlag kan als volgt worden beschreven:
Zeven horizontale banen van blauw en geel.
De vlag komt overeen met het vlagontwerp van de Raad van Heraldiek en Vexillologie (Frans: Conseil d’héraldique et de vexillologie). De vlag is volledig gebaseerd op het gemeentewapen en ziet er dus helemaal hetzelfde uit.